# Ulrich von Drolshagen
Ulrich von Drolshagen (* im 12. Jahrhundert; † im 13. Jahrhundert) war ein römisch-katholischer Geistlicher, Domherr und Vizedominus in Münster.

## Leben
Ulrich von Drolshagen entstammte dem westfälischen Ministerialen- und Rittergeschlecht Drolshagen. Seine genaue Herkunft ist nicht überliefert. Er findet erstmals 1223 als Domherr zu Münster und Dechant von St. Martini in Münster urkundliche Erwähnung. Von 1235 an bekleidete er das Amt des Vizedominus. In dieser Funktion oblag ihm die Vertretung des Landesherrn.
Er darf nicht mit dem gleichnamigen Ulrich von Drolshagen verwechselt werden, der von 1212 bis 1222 Domherr und Domscholastiker in Münster war.